# Habus ben Maksan
Habus ben Maksan, surnommé al-Muzaffar « le vainqueur » est le second Ziride régnant à Grenade. Il succède à son oncle Zawi ben Ziri en 1019 et va régner à Grenade jusqu'en 1038. Son fils Badis lui succède.

## Biographie

### L'arrivée au pouvoir
En 1016, l’omeyyade de Cordoue Sulayman ben al-Hakam est renversé par l’Hammudite Ali ben Hammud al-Nasir qui avait déjà le contrôle de Malaga. Les Berbères qui avaient soutenu Sulayman se divisent entre Zénètes et Zirides, les uns et les autres s’emparent des villes. Zawi qui occupait la campagne autour d’Elvira (Grenade), s’empare de la ville et en fait sa capitale
En 1018, Ali ben Hammud al-Nasir est renversé par 'Abd ar-Rahman al-Murtadhâ de la lignée omeyyade. Il a été aidé par les gouverneurs de Valence et de Saragosse. Il tente de prendre Grenade. Zawi, malgré une armée moins nombreuse, parvient à le repousser. 'Abd ar-Rahman est alors vaincu et tué par Al-Qâsîm al-Ma'mûn, frère d'Ali ben Hammud al-Nasir.
En 1019/1020, Zawi qui regrette les pillages faits par ses hommes en Espagne, décide de rentrer en Ifriqiya. Il est reçu avec les honneurs par son parent, le sultan de Kairouan Al-Muizz ben Badis qui lui attribue l’un de ses plus beaux palais,.
En quittant l’Espagne, Zawi a laissé son fils en qualité de gouverneur. Ce dernier se rend tellement impopulaire que les habitants de Grenade se révoltent contre lui et font venir son cousin Habus ben Maksan qui installe la nouvelle dynastie.

### Le règne
Le règne d'Habus est relativement long et sans doute plutôt paisible car fort peu documenté dans les ouvrages traitant de cette période. Ibn Khaldoun se contente d'écrire : « Habbous devint un des plus puissants d'entre les petits souverains qui s'étaient partagé l'Espagne. Il mourut en 1038. »
Après la période d'anarchie à Cordoue, des juifs se réfugient à Grenade. Parmi eux Samuel ibn Nagrela. Il devient le secrétaire du vizir Abu al-Ḳasim ibn al-'Arif car il maîtrise la calligraphie arabe. En 1027, le vizir, mourant, confesse à Habus ben Maksan que ses succès sont principalement dus à son secrétaire juif. Habus élève alors Ibn Nagrela à la dignité de vizir, charge qu’il conserve après la mort de Habus (1038). Il fait alors partie de ceux qui soutiennent Badis comme successeur de Habus. Samuel restera son principal vizir jusqu’à sa mort en 1055.